# Zum zum zum
Pour plus de détails, voir Fiche technique et Distribution.
Zum zum zum (Zum Zum Zum - La canzone che mi passa per la testa) est un film italien de Sergio Corbucci et Bruno Corbucci, sorti en 1968.

## Synopsis
Peppino Bertozzini, assureur napolitain, vit à Rome avec sa femme, une chanteuse d'opérette ratée, et leurs fils Carletto et Tony, qui aime Rosalia ; le père de la jeune fille veut cependant la marier à Luigino Monticelli, le riche fils de la propriétaire.
Entre-temps, Carletto va souvent rendre visite à l'un de ses compagnons qui est gravement malade et doit être opéré par un chirurgien travaillant au Cap en Afrique du Sud ; sa famille, cependant, ne peut pas se permettre le voyage, car il est trop cher, et Carletto, pour aider son ami, participe au Cantabimbo, un concours de chant pour enfants que Carletto remporte brillamment, et avec le prix d'un demi-million de lires, il paie le voyage.
Pendant ce temps, Tony enlève Rosalia et, après quelques péripéties, le père de la jeune fille accepte le mariage.

## Fiche technique
- Titre original : Zum Zum Zum - La canzone che mi passa per la testa
- Titre français : Zum zum zum
- Réalisation : Sergio Corbucci et Bruno Corbucci
- Scénario : Bruno Corbucci, Luciano Ferri et Mario Amendola
- Photographie : Fausto Zuccoli
- Musique : Willy Brezza (it)
- Production : Sergio Bonotti
- Pays d'origine : Italie
- Date de sortie : 1968

## Distribution
- Dolores Palumbo : Tosca
- Little Tony : Tony Bertozzini
- Walter Brugiolo : Carletto Bertozzini
- Enzo Cannavale : Filippo
- Nino Terzo : Filiberto Caputo
- Isabella Savona : Rosalia Caputo
- Vittorio Congia : Vittorio
- Enzo Guarini : Luigino Monticelli
- Elvira Tonelli : Laura
- Enrico Montesano : Enrico 'Camomilla'
- Lino Banfi : Réceptioniste de l'hôtel
- Peppino De Filippo : Peppino Bertozzini
- Gianfranco D'Angelo